# Susan Brownmiller
Susan Brownmiller (New York, 15 februari 1935 – aldaar, 24 mei 2025) was een Amerikaans feministisch journalist, schrijver en activist. Ze is het meest bekend door het publiceren van Against Our Will: Men, Women and Rape, een baanbrekend boek uit 1975 over verkrachting.

## Biografie
Brownmiller werd in 1935 in Brooklyn geboren als dochter van Samuel en Mae Warhaftig, een Joods echtpaar uit de lagere middenklasse. Ze studeerde twee jaar aan de Cornell-universiteit, zonder af te studeren. Daarna volgde ze een theateropleiding en in die tijd nam ze de naam Brownmiller aan, die ze in 1961 formeel liet registreren. Tegen het eind van de jaren vijftig begon ze aan een carrière in de journalistiek. In 1963 en 1964 werkte ze voor Newsweek, het jaar erop was ze verslaggever in Philadelphia voor NBC-TV en schreef ze voor The Village Voice. Van 1966 tot 1968 werkte Brownmiller voor ABC-TV, waarna ze freelance werk deed voor onder meer The New York Times, Vogue en New York Daily News.
Brownmiller was in de jaren zestig betrokken bij de burgerrechtenbeweging, in groepen als de CORE en de SNCC. In 1964 was ze actief betrokken bij het als kiezers laten registreren van Afro-Amerikanen in de zuidelijke staat Mississippi, waar die registratie voor zwarte Amerikanen uiterst moeizaam was. In 1968 raakte ze betrokken bij de vrouwenbeweging, via een 'bewustwordingsgroep' binnen de New York Radical Feminists. Brownmiller coördineerde in 1970 een sit-in bij een damesblad en ze begon in 1971 aan Against Our Will, terwijl ze betrokken was bij een actie en een congres van de NYRF over verkrachting. In 1979 stichtte Brownmiller de actiegroep Women Against Pornography. Ze schreef en sprak ook recent nog over feministische onderwerpen en ze schreef in 1999 een geschiedenis van het radicaal feminisme: In Our Time: Memoir of a Revolution.

## Against Our Will
In haar bekendste werk, uit 1975, betoogt Brownmiller dat verkrachting "niets meer of minder is dan een bewust intimidatieproces waarmee alle mannen alle vrouwen in een permanente staat van angst houden." Verkrachting is volgens haar ook geen misdrijf van lust, maar van macht en geweld. Ze vergelijkt verkrachtingen daarom met de lynchpartijen in het Zuiden van de VS, die gericht waren op intimidatie van de Afro-Amerikanen. Mede vanwege het boek werd verkrachting ook een politiek probleem, in plaats van een misdaad in de privésfeer, waarvan de omvang op dat moment onbekend was.
Voor het boek bestudeerde Brownmiller verkrachting door de eeuwen heen, alsmede de veranderende maatschappelijke kijk op het verschijnsel. Het boek beschrijft de plaats van verkrachting binnen de rechtspraak, vanaf de eerste codificatie van wetten, en het beeld van het misdrijf zoals dat geschapen en onderhouden wordt door onder andere de media. Ook beschrijft ze de rol van seksueel geweld binnen de oorlogsvoering. Brownmiller wijst er in het boek op dat in de VS veruit de meeste verkrachtingen door bekenden worden gepleegd, in weerwil van het beeld van de 'enge man in de bosjes'. Ook gaat ze in op de moeilijkheden die vrouwen in de jaren zestig en zeventig nog ondervonden als ze aangifte wilden doen.

### Invloed en kritiek
Het boek bracht in de VS verkrachtingen onder de publieke aandacht en op de agenda van menig politiek instituut. Media als Time en The Washington Post berichtten er uitvoerig over en Time koos Brownmiller als een van de meest invloedrijke vrouwen van 1975. Against Our Will wordt als baanbrekend gezien door activisten, wetenschappers en openbaar aanklagers. Mede onder invloed van dit boek veranderde in de VS de maatschappelijke kijk op verkrachting, met aanpassing van wetten als gevolg.
Toch was Against Our Will ook een controversieel boek, mede omdat een groot deel van de progressieven van mening was dat niet alle mannen baat hadden of wilden hebben bij het in stand houden van een verkrachtingscultuur, noch dat er werkelijk sprake was van zo'n cultuur. De wetenschapper en activist Angela Davis leverde forse kritiek op het boek en dan met name de sectie over de lynchpartijen. Davis vond het koppelen van verkrachting aan rassenhaat een "onnadenkend partnerschap dat grenst aan racisme".
Brownmiller overleed op 24 mei 2025 op 90-jarige leeftijd.